# Les Pattes de mouches
Les Pattes de mouches és una pel·lícula de comèdia romàntica de coproducció franco-alemanya dirigida per Jean Grémillon, coautor del guió amb Roger Vitrac, estrenada el 1936. És basada en una comèdia de Victorien Sardou de 1860.

## Sinopsi
La Clarisse ha de contraure matrimoni de conveniència. Abans de fer-ho dediceix escriure una carta al seu estimat Michel, però aquest no la rep i creu que l'ha traït. La carta es per i reapareix unes quantes vegades fins que torna a aparèixer quan Michel i Suzanne, amiga de Clarisse, s'adonen que s'estimen.

## Repartiment
- Renée Saint-Cyr: Suzanne
- Pierre Brasseur: Michel
- Claude May: Clarisse
- Georges Rollin: Paul
- Mila Parély: Marthe
- Charles Dechamps: M. Thirion
- Lucien Dayle: Léonard
- Jenny Burnay: Colomba
- Marguerite Templey: Mme Ducharme
- Anna Lefeuvrier: Julia
- Jean Ayme: Baptiste
- Robert Le Flon: Busonier
- Georges Prieur: Vanhove
- Claire Gérard